# タスリナ湖
タスリナ湖（タスリナこ、英語: Tathlina Lake）は、カナダ、ノースウエスト準州にある湖。
ノースウェスト準州で15番目に大きく、標高は269m、平均水深は1mしかない。面積は573.4㎢。
マッケンジー川支流のカキサ川が西から流入し、北から流出している。
1953年からウォールアイの商業漁獲が行われてきたが、1960年代から1990年代に漁獲量が悪化し、2000年からは行われていない。